# Faerský tanec

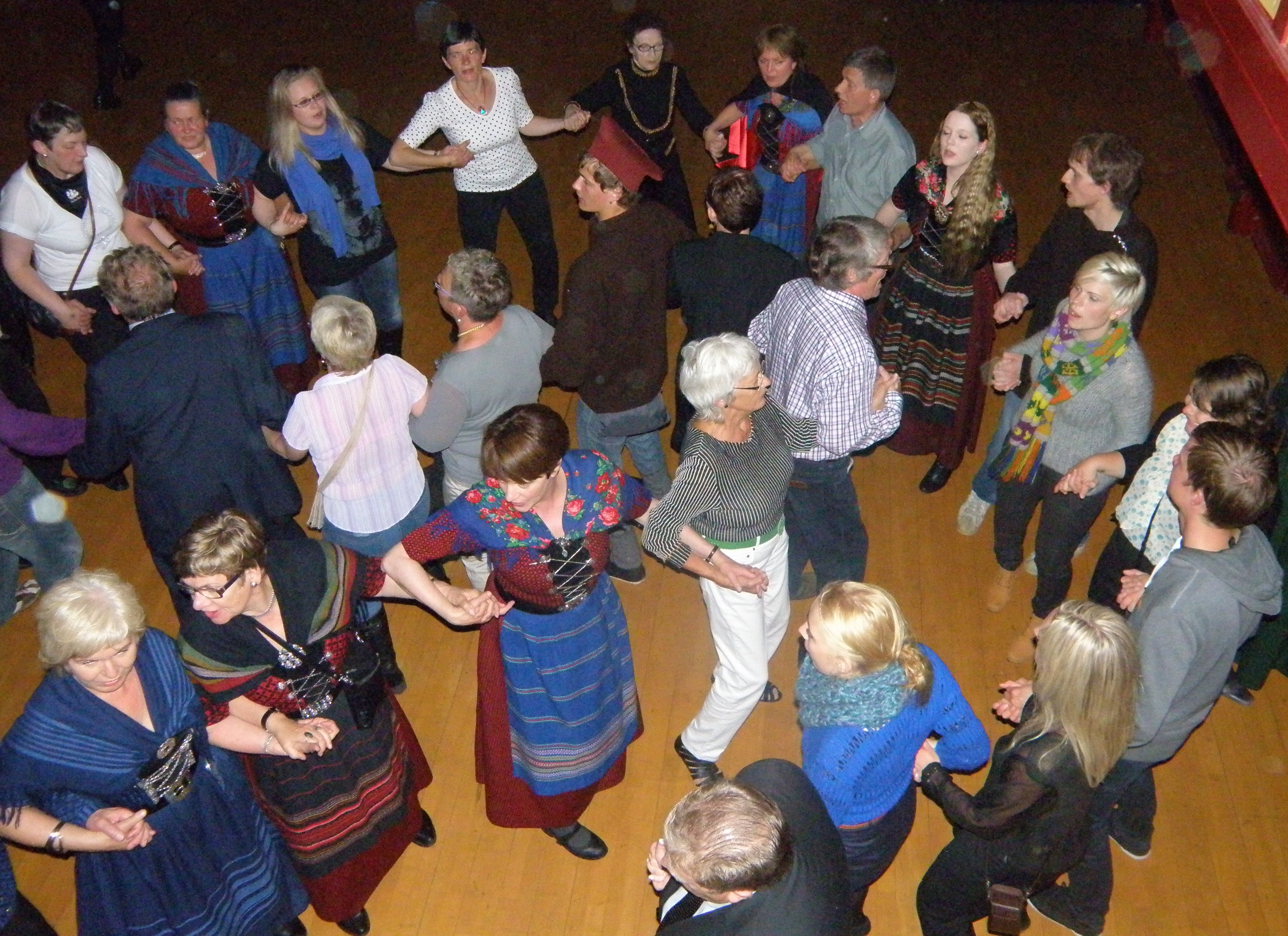
Faeřané tančí v krojích, r. 2011

Faerský tanec (faersky kvaðdansur), někdy také nazýván řetězový tanec, je tanec typický pro Faerské ostrovy. Tančí se na známé písně bez dalšího doprovodu. Tyto písně se nazývají kvað (slovo pochází ze staršího staroseverského výrazu kvæða (čti kwéða), které znamenalo zpívat) a jsou to většinou středověké balady. Mezi tanečníky je vždy jeden „přezpívávač“, který vede zpěv i tanec. Ostatní se pak přidávají při refrénu. Vznik tohoto typu tance, stejně jako již zmiňovaných středověkých balad, datujeme do doby před několika sty lety. Dnes se tancuje především v tanečních spolcích zaměřených na tento tanec a během festivalů.

## Příklady balad
- Ormurin Langi
- Regin Smiður
- Ramund hin unge
- Sigmundskvæði
- Sinklarsvísa